# Rock 'n' Roll Party Tour
Rock 'n' Roll Party Tour var en verdensturné af det amerikanske rockband Smashing Pumpkins. Verdensturnéen foregik umiddelbart efter udgivelsen af den første sang fra gratisalbummet Teargarden by Kaleidyscope, hvorfra "A Song for a Son" blev udgivet i december 2009 som den første af i alt 44 nye numre. Verdensturnéen varede fra 17. april til 8. oktober 2010. 
Verdensturnéen bestod af 47 koncerter i 43 byer fordelt på seks lande. Det var bandets første turné uden Jimmy Chamberlin bag trommerne. Han havde forladt gruppen i starten af 2009, og Smashing Pumpkins gav ingen koncerter (under bandnavnet) i 2009. Koncerterne fandt sted i Nordamerika, Europa og Asien. Nogle uger efter turnéens var blevet afsluttet, tog bandet på en mindre turné i Oceanien og Sydamerika, som dog ikke officielt er en del af Rock 'n' Roll Party Tour. 

## Sange
Eftersom verdensturnéen blev foretaget i forbindelse med udgivelsen af de første sange fra internetalbummet Teargarden by Kaleidyscope, spillede bandet primært de sange, som der var eller senere skulle blive udgivet fra albummet. De mest spillede sange fra Teargarden by Kaleidyscope var "A Song for a Son", "Astral Planes", "Freak" og "Owata". Samtidig spillede bandet også det nye nummer "As Rome Burns", der endnu ikke er blevet udgivet. Da turneén blev afsluttet, var der kun blevet udgivet seks sange fra det nye album, og derfor spillede bandet også en god blanding af numre fra tidligere album. 
Fra bandets tidligere album var de mest spillede sange "Today" og "Cherub Rock" fra Siamese Dream, "Tonight, Tonight" og "Bullet with Butterfly Wings" fra Mellon Collie and the Infinite Sadness, "Ava Adore" fra Adore, "Stand Inside Your Love" fra MACHINA/the Machines of God og "United States", "Tarantula" og "That's the Way (My Love Is)" fra Zeitgeist. Også "Eye" fra soundtracket til filmen Singles og "My Love Is Winter" fra 2012-albummet Oceania blev spillet flittigt. 

### De 10 mest spillede sange
| Sang                          | Antal koncerter | Udgivelse                              |
| ----------------------------- | --------------- | -------------------------------------- |
| "A Song for a Son"            | 44              | Teargarden by Kaleidyscope             |
| "Ava Adore"                   | 43              | Adore                                  |
| "Bullet with Butterfly Wings" | 43              | Mellon Collie and the Infinite Sadness |
| "Astral Planes"               | 42              | Teargarden by Kaleidyscope             |
| "Stand Inside Your Love"      | 42              | MACHINA/the Machines of God            |
| "Today"                       | 42              | Siamese Dream                          |
| "United States"               | 42              | Zeitgeist                              |
| "Tarantula"                   | 40              | Zeitgeist                              |
| "Tonight, Tonight"            | 38              | Mellon Collie and the Infinite Sadness |
| "Eye"                         | 37              | Soundtracket til filmen Singles        |

## Bandet
- Billy Corgan (sang, guitar)
- Jeff Schroeder (guitar)
- Nicole Fiorentino (bas) (45 koncerter)
- Mike Byrne (trommer)
- Julia Pierce (1 koncert)
- Mark Tulin (2 koncerter)
- Matt Walker (1 koncert)